# Акжигитов, Азис Харьясович
Ази́с Харья́сович Акжиги́тов (1 ноября 1917 — 3 января 1944) — участник Великой Отечественной войны, командир пулемётного отделения 21-го стрелкового полка 180-й стрелковой дивизии 38-й армии Воронежского фронта, Герой Советского Союза (29.10.1943), старший сержант.

## Биография
Родился 1 ноября 1917 года в селе Мочалейка (ныне — Каменского района Пензенской области) в семье крестьянина. Татарин. Член ВКП(б) с 1943 года. В родном селе окончил 4 класса. Работал в колхозе — вначале подпаском, а потом и в поле.
С 1934 года жил в городе Харькове. В 1937 году окончил 7 классов школы рабочей молодёжи. Работал электромонтажником объединения «Харэнерго». Трудился с огоньком, несколько раз был премирован за ударный труд.
В Красной Армии с 1938 года. Служил в городе Ворошиловске на Дальнем Востоке.
Участник Великой Отечественной войны с июня 1941 года. Сражался на Брянском и Воронежском фронтах. В конце 1942 года был ранен. Несколько месяцев лежал в госпитале, а затем снова вернулся на Воронежский фронт.
Командир пулемётного отделения 21-го стрелкового полка (180-я стрелковая дивизия, 38-я армия, Воронежский фронт) кандидат в члены ВКП(б) старший сержант Азис Акжигитов в октябре 1943 года одним из первых переправился через Днепр в районе села Лютеж (Вышгородский район Киевской области). Отражая непрерывные атаки, его отделение уничтожило до роты пехоты противника.
Указом Президиума Верховного Совета СССР от 29 октября 1943 года за мужество и отвагу, проявленные во время форсирования Днепра и удержании плацдарма на правом берегу реки, старшему сержанту Азису Харьясовичу Акжигитову присвоено звание Героя Советского Союза с вручением ордена Ленина и медали «Золотая Звезда».
Старший сержант А. Х. Акжигитов 3 января 1944 года был тяжело ранен в бою за село Лосятин и доставлен в бессознательном состоянии в полковой медицинский пункт, где от полученных ранений скончался в тот же день. Похоронен в селе Великая Ольшанка Обуховского района Киевской области.

## Награды
- Медаль «Золотая Звезда» Героя Советского Союза
- Орден Ленина

## Память
- В честь Героя Советского Союза А. Х. Акжигитова в городе Каменка Пензенской области установлены стела и бюст.
- Именем Героя названа школа в селе Мочалейка Каменского района Пензенской области.